# Teorema di Cauchy-Hadamard
In matematica, in particolare in analisi complessa, il teorema di Cauchy-Hadamard o formula di Cauchy-Hadamard, il cui nome è dovuto a Augustin-Louis Cauchy e Jacques Hadamard, descrive il raggio di convergenza di una serie di potenze.
Fu pubblicato nel 1821 da Cauchy, ma rimase relativamente sconosciuto fino a quando Hadamard lo riscoprì. La prima pubblicazione di Hadamard del teorema risale al 1888.

## Il teorema
Data una serie formale di potenze in una variabile complessa {\displaystyle z} della forma:
{\displaystyle f(z)=\sum _{n=0}^{\infty }c_{n}(z-a)^{n}}
con {\displaystyle a,c_{n}\in \mathbb {C} }, il raggio di convergenza di {\displaystyle f} nel punto {\displaystyle a} è dato da:
{\displaystyle {\frac {1}{R}}=\limsup _{n\to \infty }{\big (}|c_{n}|^{1/n}{\big )}}
dove {\displaystyle \limsup } denota il limite superiore, cioè il limite dell'estremo superiore dei valori della successione dopo la posizione n-esima per n che tende a infinito. Se i termini della successione sono illimitati in modo che il limite superiore è ∞, allora la serie di potenze non converge vicino ad {\displaystyle a}, mentre se il limite superiore è 0 allora il raggio di convergenza è ∞, ovvero la serie converge in tutto il piano complesso.

## Dimostrazione
Si assuma senza perdita di generalità che {\displaystyle a=0}. Si vuole mostrare che la serie di potenze {\displaystyle \sum c_{n}z^{n}} converge per {\displaystyle |z|<R} e diverge per {\displaystyle |z|>R}.
Sia {\displaystyle |z|<R} e {\displaystyle t=1/R} diverso da zero e infinito. Per ogni {\displaystyle \epsilon >0} esiste solo un numero finito di {\displaystyle n} tale che:
{\displaystyle {\sqrt[{n}]{|c_{n}|}}\geq t+\epsilon }
Si ha che {\displaystyle |c_{n}|\leq (t+\epsilon )^{n}} per tutti i {\displaystyle c_{n}} eccetto un numero finito di essi: quindi la serie {\displaystyle \sum c_{n}z^{n}} converge se {\displaystyle |z|<1/(t+\epsilon )}.
D'altra parte, per {\displaystyle \epsilon >0} si ha {\displaystyle |c_{n}|\geq (t-\epsilon )^{n}} per infiniti {\displaystyle c_{n}}, in modo che se:
{\displaystyle |z|=1/(t-\epsilon )>R}
si nota che la serie non può convergere in quanto il suo n-esimo termine non tende a 0. Il caso in cui {\displaystyle t} è zero o infinito segue con facilità.

## Caso di più variabili complesse
Sia {\displaystyle \alpha } un multi-indice (una n-upla di interi), con {\displaystyle |\alpha |=\alpha _{1}+\ldots +\alpha _{n}}. 
Allora {\displaystyle f(x)} converge con raggio di convergenza {\displaystyle \rho } (che è un multi-indice) alla serie di potenze:
{\displaystyle \sum _{\alpha \geq 0}c_{\alpha }(z-a)^{\alpha }:=\sum _{\alpha _{1}\geq 0,\ldots ,\alpha _{n}\geq 0}c_{\alpha _{1},\ldots ,\alpha _{n}}(z_{1}-a_{1})^{\alpha _{1}}\ldots (z_{n}-a_{n})^{\alpha _{n}}}
se e soltanto se:
{\displaystyle \lim _{|\alpha |\to \infty }{\sqrt[{|\alpha |}]{|c_{\alpha }|\rho ^{\alpha }}}=1}
Una dimostrazione può essere trovata in Introduction to Complex Analysis Part II - Functions in several Variables di B.V.Shabat.